# Vanneboda
Vanneboda is een plaats in de gemeente Lindesberg in het landschap Västmanland en de provincie Örebro län in Zweden. De plaats heeft 69 inwoners (2005) en een oppervlakte van 12 hectare.